# Gekko nutaphandi
Gekko nutaphandi — вид ящірок родини геконові (Gekkonidae).

## Назва
Вид названо на честь тайського герпетолога Вірота Нутапханда (1932—2005), якого вважають «батьком тайської герпетології».

## Опис
Максимальна довжина тіла сягає 11,6 см.

## Поширення
Вид є ендеміком провінції Канчанабурі (Таїланд).